# Eerbeek
Eerbeek ist der größte Ortsteil der niederländischen Gemeinde Brummen in der Provinz Gelderland, der im Januar 2024 10.215 Einwohner hatte.
Eerbeek wurde im Jahr 1046 als Erbeke erstmals erwähnt.

## Wirtschaft
Seit dem 17. Jahrhundert ist Eerbeek bekannt für seine Papiermühlen und -industrie. In der Papierbranche sind im Ort heute unter anderem die Unternehmen DS Smith, Folding Boxboard Eerbeek B.V., Neenah Paper, Smurfit-Kappa und Stora Enso aktiv.

## Bilder

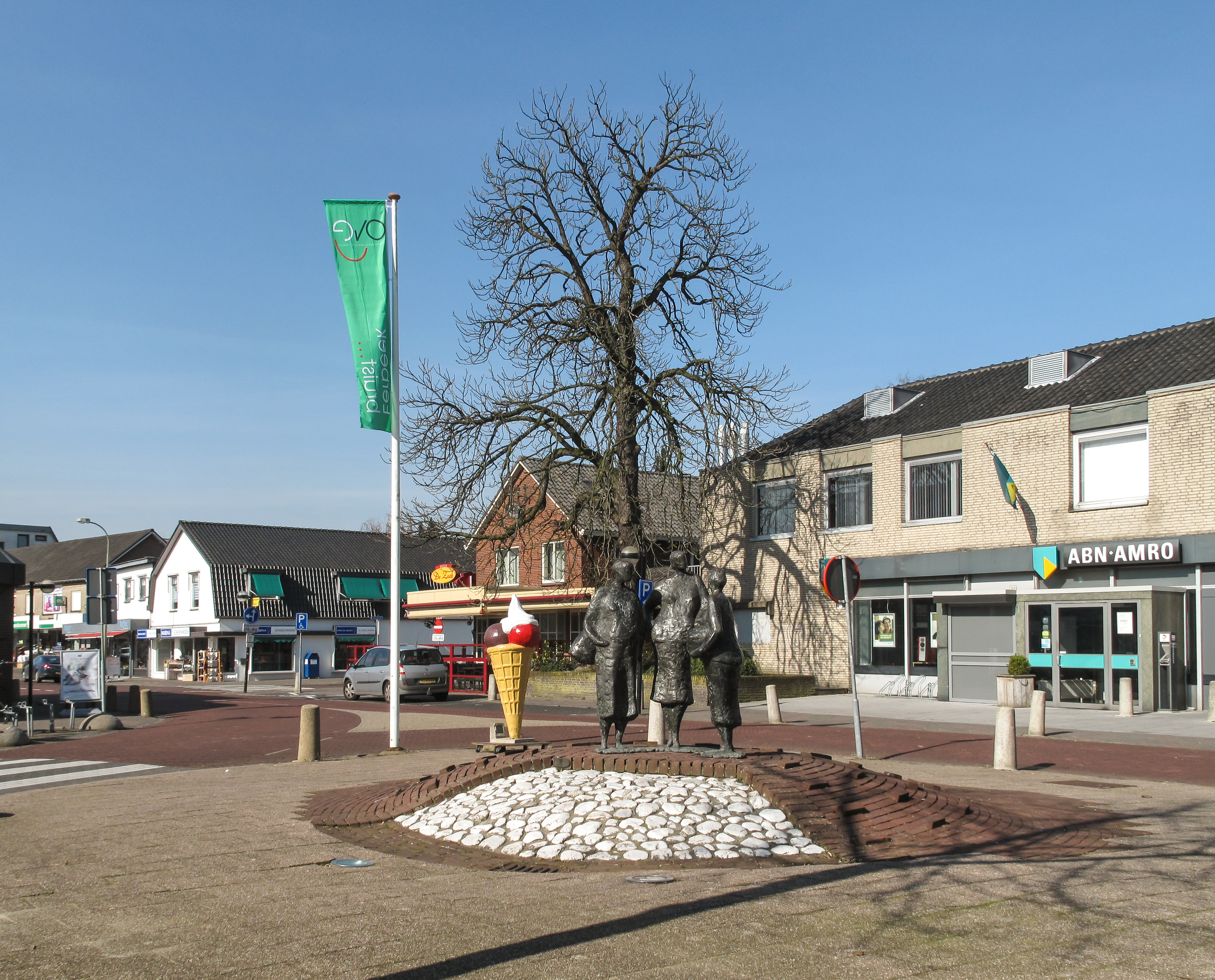
Blick auf der Strasse: die Stuijvenburchstraat
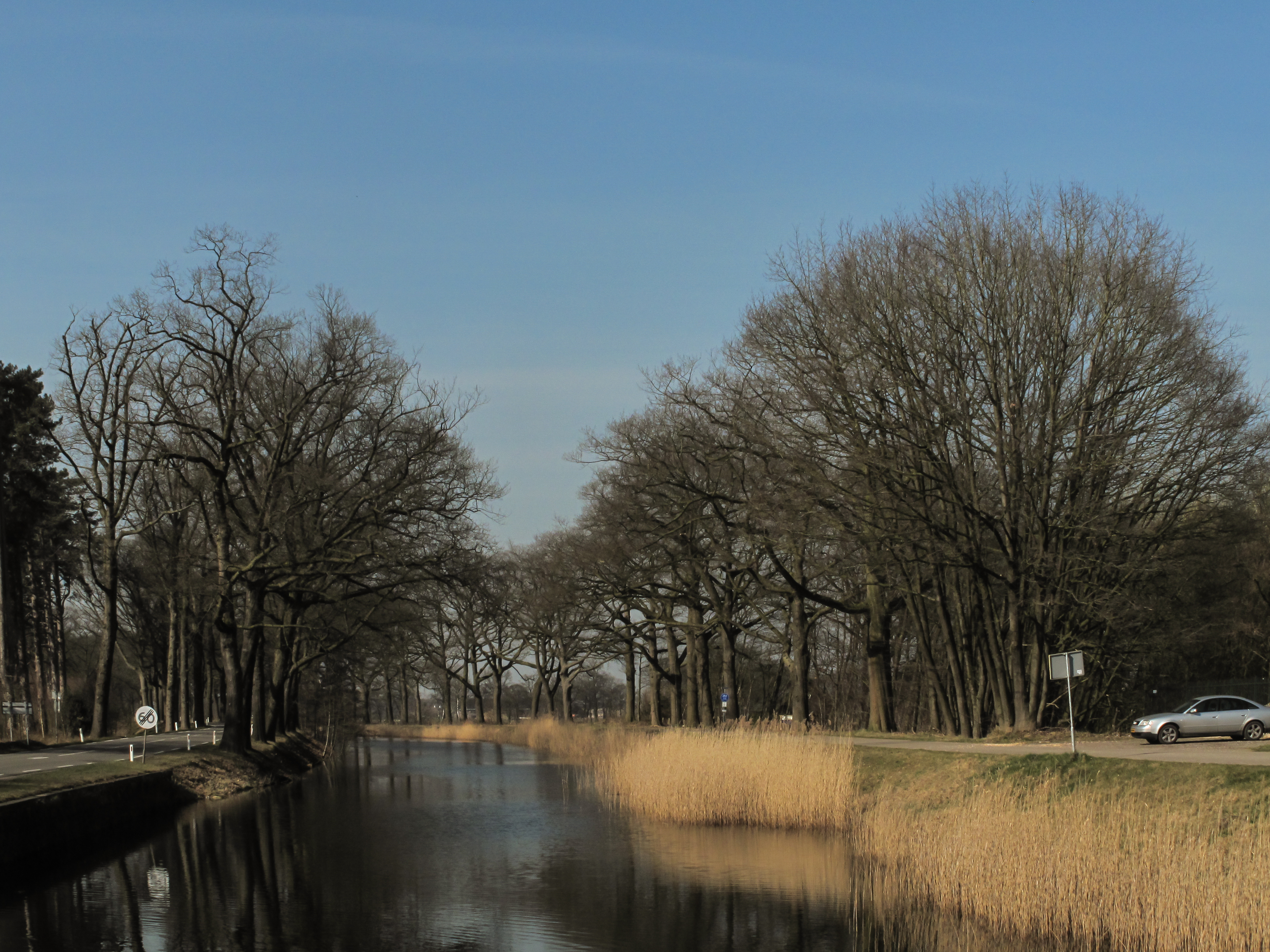
Kanal (het Apeldoornskanaal) von der Brücke (die Eerbeeksebrug)
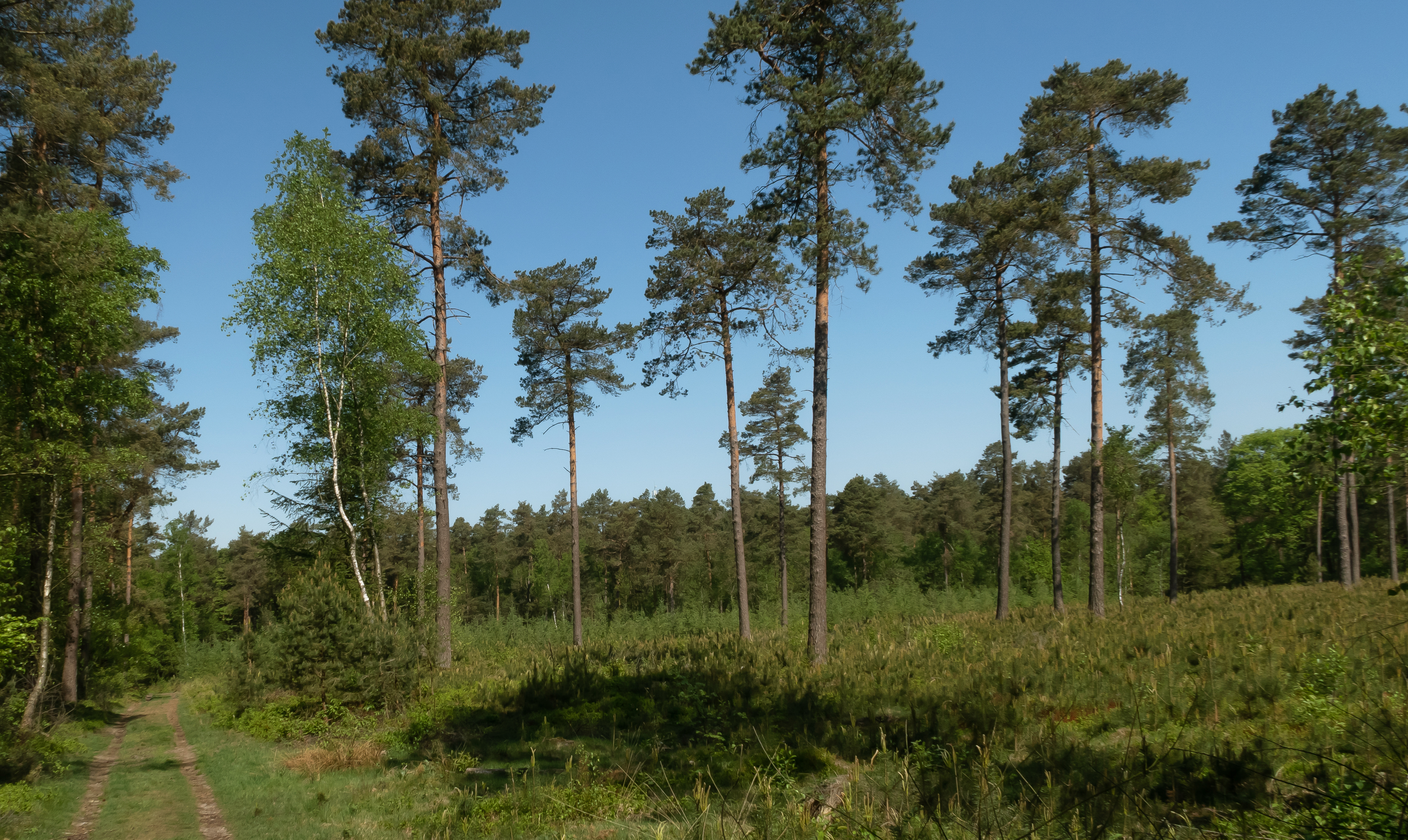
Veluwe beim Imboschweg - Eerbeekse Fußweg
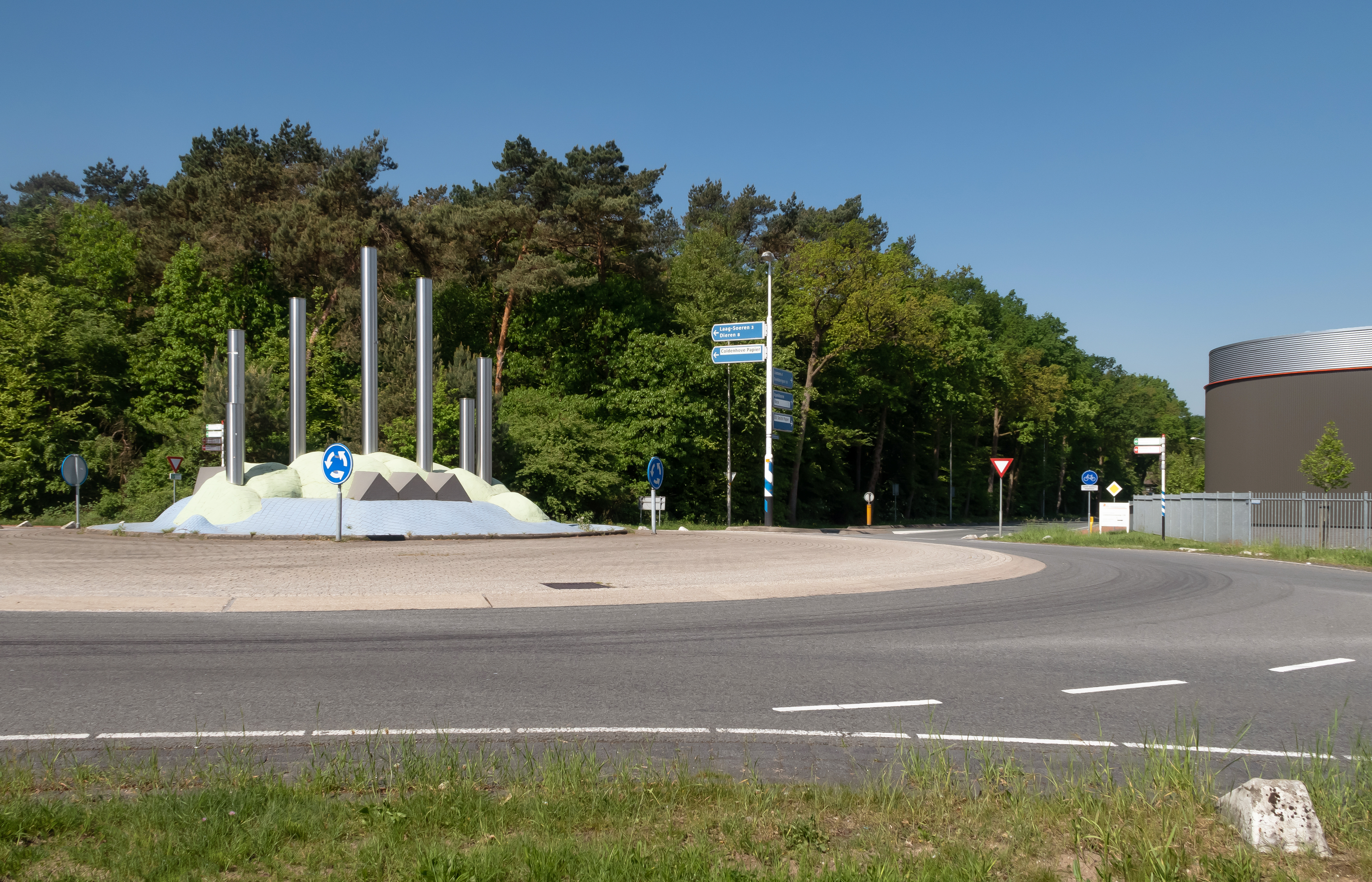
Kreisverkehr N876-der Coldenhovenseweg

## Persönlichkeiten
- Karel Aalbers, ehemaliger Vorsitzender des Fußballclubs SBV Vitesse
- Daan Huiskamp, Torwart bei AGOVV Apeldoorn
- Sam Ligtlee (* 1997), Radsportler
- Jan Mankes (1889–1920), Maler
- Willem de Mérode (1887–1939), Dichter
- Edward Sturing, Fußballtrainer und ehemaliger Profispieler
- Max Wilhelm Carl Weber (1882–1937), deutsch-niederländischer Zoologe und seine Frau, die Algologin Anna Weber-van Bosse